# Basen Londyński

Mapa geologiczna otoczenia

Basen Londyński, ang. London Basin – nizina w Anglii (Wielka Brytania), w dolnym biegu Tamizy. Stanowi główny region rolniczy Wielkiej Brytanii.